# Pachydissus elegans
Pachydissus elegans là một loài bọ cánh cứng trong họ Cerambycidae.